# Мечеть Сиди-Бельхассен
Мечеть Сиди-Бельхассен(араб. مسجد سيدي بلحسن‎) — мечеть в городе Тлемсен в Алжире.

## История

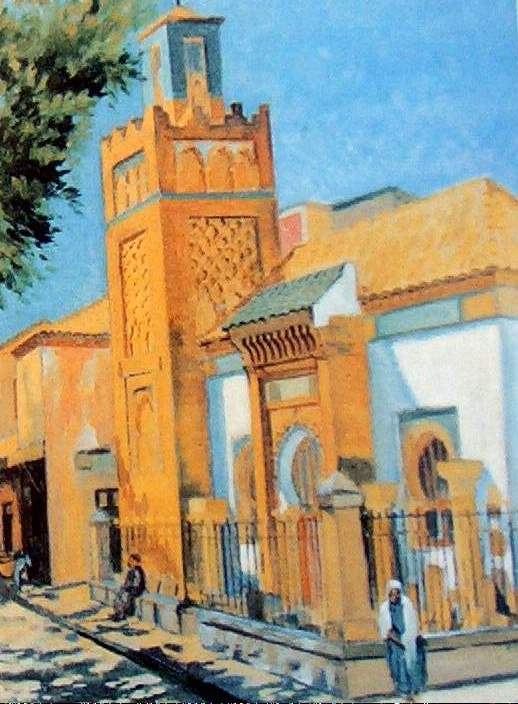
Рисунок мечети Сиди-Бельхассен

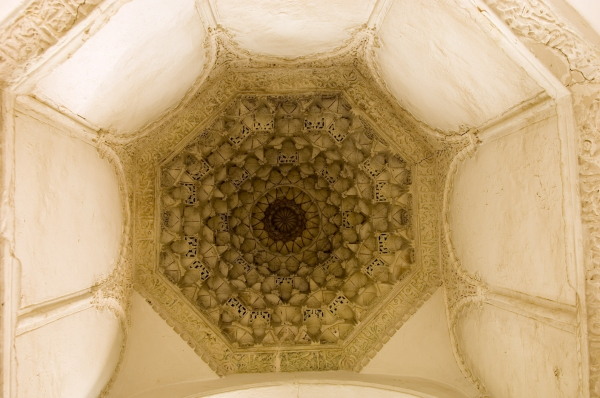
Сотовый свод мечети

Мечеть Сиди-Бельхассен построена в 1296 году по приказу Абу Сайдом Утманом I эмиром Тлемсена из династии абдальвадидов в честь памяти принца Аби Амера Ибрагима. Об этом свидетельствует надпись, выгравированная на западной стене молитвенного зала мечети. 
```
Эта мечеть была построена для эмира Абу Амира Ибрахима, сына султана Абу Яхьи Ягмурасана ибн Заяна в 696/1296 году, после его смерти, да будет Аллах милостив к нему.
```

Предполагается, что нынешнее название здания происходит от имени ученого, кади и исламского богослова Абу аль-Хасана ибн Яхлафа аль-Танаси, проповедовавшего в годы правления. Мечеть была построена из мрамора, камня, гипса и кирпича. 
В колониальный период в здании мечети была размещена школа.
В настоящее время в здании мечети расположен городской музей.

## Описание
Мечеть Сиди-Бельхассен расположена на западной стороне площади Великой мечети Тлемсен. Мечеть небольшого размера, без внутреннего двора. Молитвенный зал разделен на три нефа и три отсека, определяемые двумя рядами сломанных арок. Купол опирающийся на паруса, сделан мукарнами, из ажурных изогнутых прямоугольников, ромбов, треугольников и грушевидных мотивов. Кирпичный минарет, состоящий из башни и фонаря, занимает юго-восточный угол здания. 